# مسجد الحاج أغا علي
مسجد الحاج أغا علي (بالفارسية: مسجد حاج آقاعلی) متعلق علي عهد القاجاريون ويقع في كرمان.